# Enrico Costa (navio)

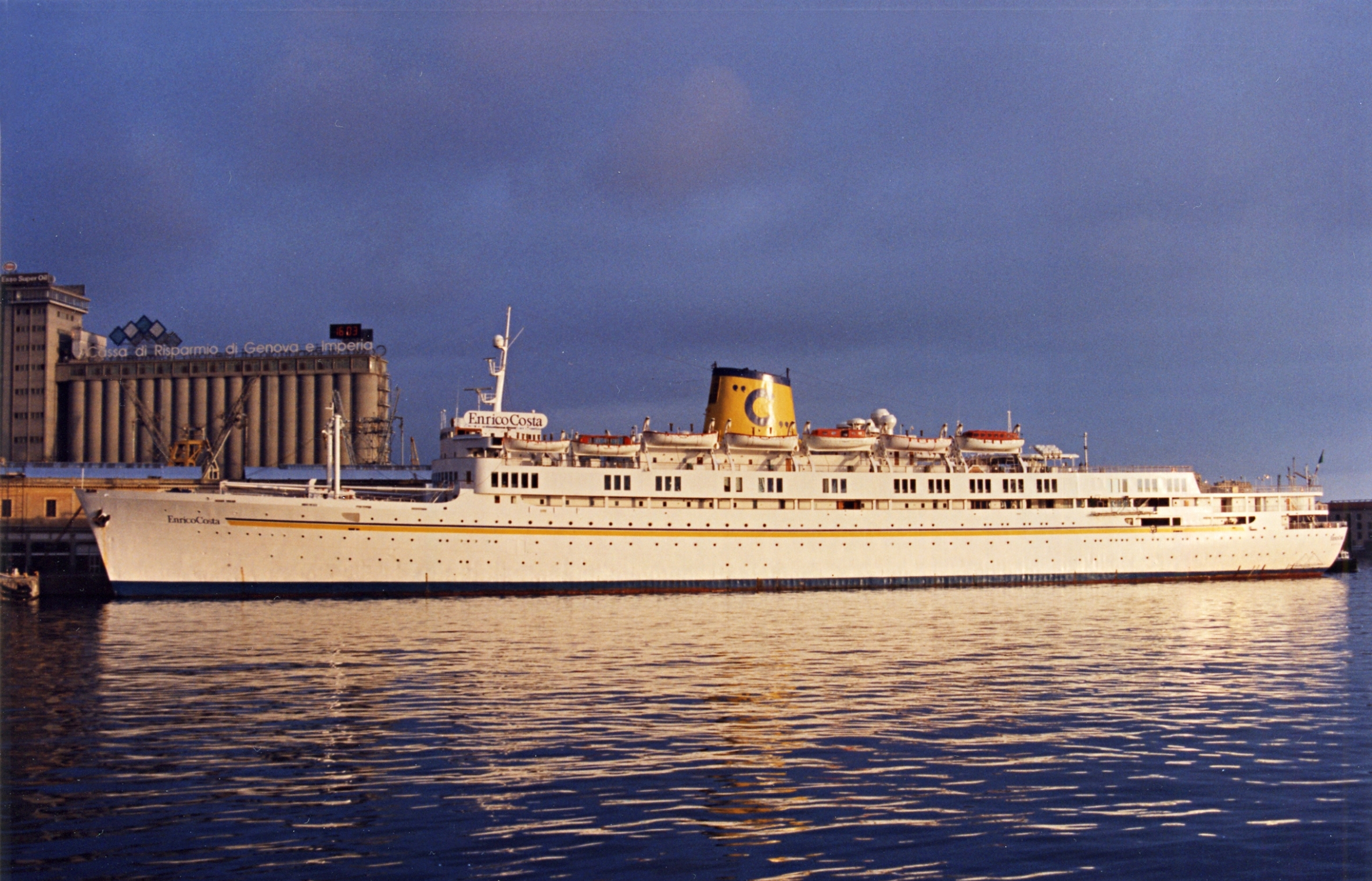
Enrico Costa em 1992.

Enrico Costa é um navio da armadora italiana Costa Crociere.

## História
A embarcação foi construída no ano de 1951 pelo estaleiro Swan Hunter & Wigham Richardson do Reino Unido instalado em Tyne and Wear. O primeiro nome do navio foi Provence de propriedade da SGTM (Société Générale de Transport Maritimes).
A Costa Crociere adquiriu o navio que navegou com o nome de Enrico C  entre 1965 e 1987 fazendo a rota Genova-Buenos Aires. Recebeu o nome de Enrico Costa em 1986 e passou por uma grande reforma em 1989.
A Star Lauro adquiriu o navio que foi renomeado como Symphony  entre 1994 e 2000, quando foi vendido e teve o seu nome alterado para Aegean Spirit, em 2001 foi novamente renomeado como Ocean Glory I, sendo desmontado no mesmo ano em Alang na Índia.